# Cambio climático en América Latina

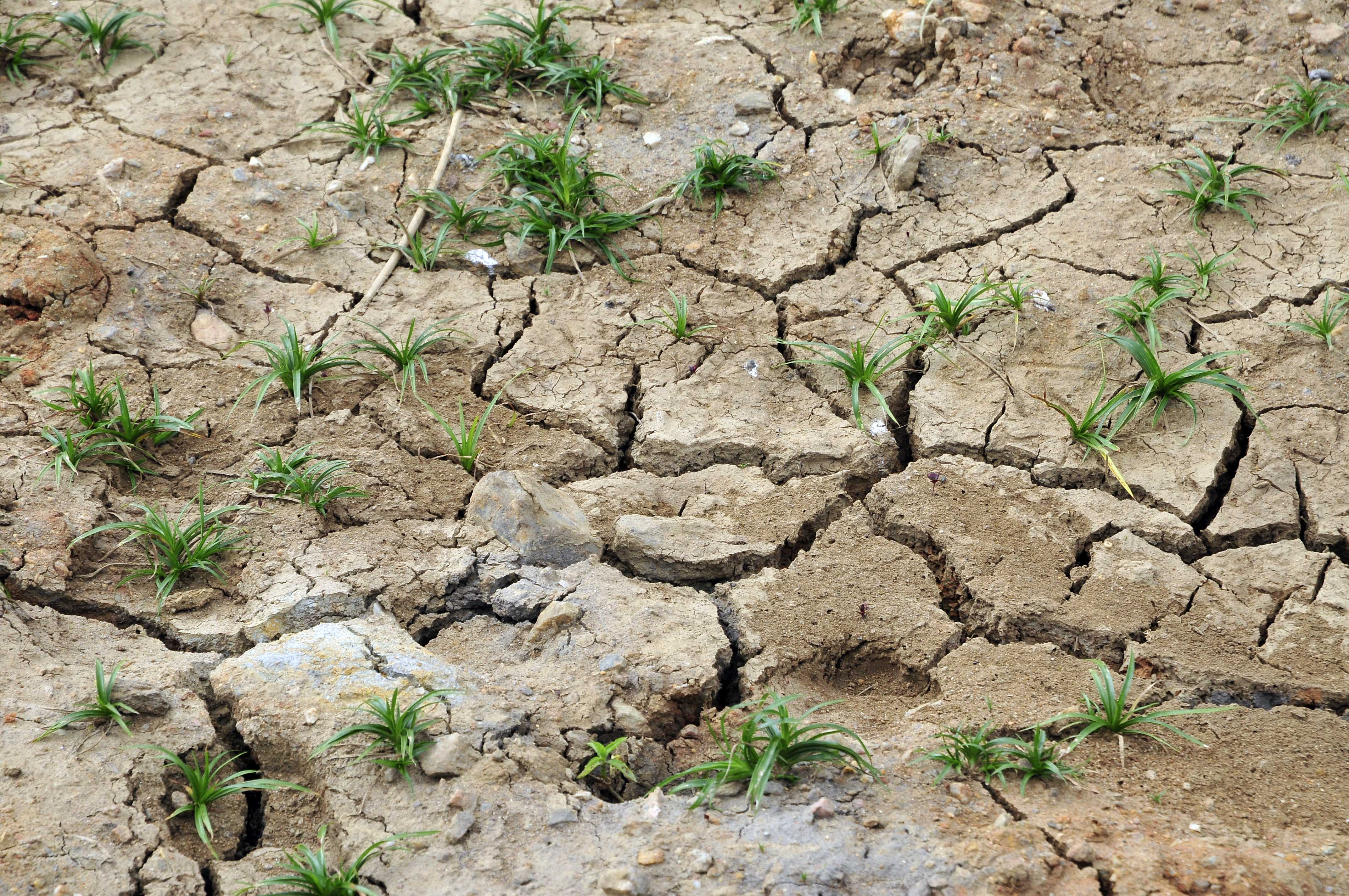
Una sequía particularmente intensa en Nicaragua en el 2011, documentada por el Centro Internacional de Agricultura Tropical.

El cambio climático en América Latina comprende las causas, efectos y estrategias de mitigación y adaptación al cambio climático disponibles para esta región. 
Desde el periodo industrial, el aumento de la temperatura ha afectado distintos componentes del sistema climático de América Latina como la temperatura, las precipitaciones, los fenómenos climáticos de El Niño y La Niña, los ecosistemas costeros y los glaciares tropicales. Los impactos del cambio climático se suman a otras situaciones de degradación ambiental, como la deforestación, lo que aumenta los efectos negativos del cambio climático en la región.
Por otro lado, la ausencia de compromisos políticos, una institucionalidad débil y brechas en el conocimiento científico son algunos de los factores que dificultan la capacidad de adaptación y la implementación de medidas de mitigación en América Latina.
En América Latina, la vulnerabilidad al cambio climático se suma a otras vulnerabilidades y riesgos, como la pobreza y la falta de acceso a infraestructuras básicas. 
Aunque la población de América Latina y el Caribe es desproporcionadamente más afectada frente a países desarrollados. En este contexto, las mujeres son quienes se encuentran más vulneradas ya que se agudizan las condiciones de pobreza y marginalizacion. 
Asimismo, la región se enfrenta a desafíos significativos en sostenibilidad ambiental y capacidad de adaptación al cambio climático debido a las características socioeconómicas. El Quinto Informe del IPCC advierte sobre las "trampas de pobreza" en las que la población rural y urbana de América Latina puede caer si los gobiernos no toman medidas de adaptación, si las medidas que toman son insuficientes, o si es maladaptación.

## Emisiones de gases de efecto invernadero
Las emisiones de gases de efecto invernadero en América Latina representaban en 2018 el 8,3% del total global.  De estas emisiones. el 46%  provenían del sector energético, seguido por un 23% provenientes de la agricultura y la ganadería y el 19% de cambios en el uso del suelo, como la deforestación y la silvicultura.
La región es particularmente vulnerable a los impactos negativos del cambio climático. Las emisiones continúan en aumento, especialmente en el sector energético, donde el transporte ha mostrado un incremento significativo en los últimos años. Por otro lado, la expansión de los sectores de agricultura y ganadería, ampliando las fronteras agropecuarias, también han contribuido al aumento de las emisiones debido a la deforestación.

## Impactos del cambio climático

### Impactos en el ambiente natural

#### Temperatura
La temperatura ha aumentado de manera significativa en toda América Latina, entre 0,7 °C y 1 °C desde 1970. Se observa además un aumento de temperatura en los extremos. Hay un aumento en la temperatura media de los días más cálidos. El Quinto Informe del IPCC indica que bajo todos los escenarios SRES y todas las trayectorias RCP, la temperatura para fines de siglo en América Latina va a aumentar, con diferencias en el aumento específico según los escenarios y trayectorias. 

Mapa de climas del Caribe, según la clasificación climática de Köppen-Geiger, perteneciente al período 1980 - 2016.
Mapa de climas del Caribe, según la clasificación climática de Köppen-Geiger, proyecciones para el período 2071 - 2100.
Mapa de climas de América del Sur, según la clasificación climática de Köppen-Geiger, perteneciente al período 1980 - 2016.
Mapa de climas de América del Sur, según la clasificación climática de Köppen-Geiger, proyecciones para el período 2071 - 2100.

#### Criosfera
En 2019, el Grupo Intergubernamental de Expertos sobre el Cambio Climático (IPPC, por sus siglas en inglés) publicó un reporte especial sobre el Océano y la Criosfera en un Clima Cambiante. De ese reporte, la Alianza Clima y Desarrollo (Climate and Development Knowledge Network) sintetizó la información y extrajo los mensajes claves para América Latina en una guía. Entre estos mensajes, se indica que las tierras congeladas de alta montaña en América Latina se están derritiendo y esto tiene consecuencias para la sociedad.
Los glaciares ubicados en zonas tropicales han experimentado un retroceso sostenido durante las últimas tres décadas, intensificando la tendencia de retracción. Esta pérdida de glaciares se ha acelerado desde 2010, especialmente en la Cordillera de los Andes de Argentina y Chile. La situación es particularmente crítica en los glaciares tropicales andinos, que son la principal fuente de agua dulce para la agricultura, la energía hidroeléctrica y el consumo humano en países como Perú, Bolivia, Colombia y Venezuela. La retracción de los glaciares en estas zonas ocasiona deslaves y cambios en los cursos de los ríos, amenazando a las poblaciones en las áreas bajas de la montaña.
Las cuencas hidrográficas y líneas divisorias de agua sufren impactos locales y regionales de gran alcance debido a los cambios en la criósfera. La escorrentía en los ríos alimentados por los glaciares está disminuyendo y este proceso es irreversible. Se prevé que los pequeños glaciares que se encuentran en los Andes pierdan el 80% de su masa de hielo actual para el 2100 bajo escenarios de altas emisiones. Se espera que el derretimiento de los glaciares y el permafrost libere metales pesados, especialmente mercurio, lo que reducirá la calidad del agua para los organismos de agua dulce, así como para el uso doméstico y agrícola.
Los ecosistemas de alta montaña, incluyendo especies de plantas y animales, ya están siendo afectados a medida que el hielo  y la nieve se derriten y  retroceden. Se están observando desplazamientos de especies desde altitudes más bajas hacia mayores alturas en las montañas, y algunas especies se quedarán sin un hábitat con un clima adecuado para sobrevivir.
Los desastres naturales en las zonas de alta montaña han aumentado. Los deslizamientos de tierra, como resultado del derretimiento de la criósfera están afectando a las personas y la infraestructura. En las próximas décadas se proyecta que este retroceso de los glaciares causará que las laderas sean menos estables y aumentará la cantidad de lagos glaciares. Habrá inundaciones por desbordes violentos de los lagos glaciares, deslaves y avalanchas de nieve en nuevos lugares y en diferentes estaciones.

#### Precipitaciones
La región percibe el 30% de la precipitación mundial y una tercera parte de los recursos hídricos renovables del mundo, con vastas cuencas como las del río Amazonas y el río de La Plata. Sin embargo, la distribución espacial y temporal de la precipitación es muy heterogénea, generando dificultades de acceso al agua.  
Las precipitaciones aumentaron en el sudeste de Brasil, centro este de Argentina, Uruguay, Paraguay, Bolivia, noroeste de Perú y Ecuador; mientras que disminuyeron en el centro-sur de Chile, noroeste de Brasil, sur de Perú, y parte de Centroamérica y México. Estas tendencias  crecientes y  decrecientes  de las  precipitaciones, así como el acortamiento de la estación lluviosa, el aumento en la frecuencia e intensidad de eventos hidrometeorológicos extremos, mayor frecuencia de huracanes severos y aumento en el nivel medio del mar, ya están cambiando en el sistema climático de América Latina, con aumentos en las inundaciones y en las sequías. La región sudeste de América del Sur ha experimentado un aumento en las precipitaciones, mientras que la región centro y sur de Chile experimenta un aumento en las sequías.

#### Proyecciones
Para mediados de siglo, se prevé que el aumento de la temperatura y la disminución de la humedad del suelo harán que la sabana reemplace gradualmente al bosque tropical en la cuenca oriental del Amazonas. Para fines del siglo XXI, se espera que el calentamiento en América del Sur llegue a los 4 °C con reducción de las lluvias en la región tropical y aumentos entre el 15 a 20% en el sudeste de América del Sur, así como se espera que aumenten la cantidad de días y noches cálidas y las lluvias intensas. Los cambios en los patrones de precipitación y el derretimiento de los glaciares afectarán significativamente la disponibilidad de agua para el consumo humano, la agricultura y la generación de energía.
En las zonas más secas, el cambio climático probablemente agravará la sequía, provocando la salinización (aumento del contenido de sal) y la desertificación (degradación de la tierra) de las tierras agrícolas. Se prevé que la productividad del ganado y algunos cultivos importantes como el maíz y el café disminuyan, afectando la seguridad alimentaria. En las zonas templadas, se prevé que aumenten los rendimientos de la soja. El aumento del nivel del mar incrementará el riesgo de inundaciones, el desplazamiento de personas, la salinización de los recursos de agua potable y la erosión costera en las zonas bajas.

### Impactos en las personas

#### Impactos económicos
La distribución desigual de los ingresos en la región genera altos niveles de pobreza, especialmente en las zonas rurales, aumentando la vulnerabilidad a las condiciones climáticas. El 25% de las exportaciones de América Latina proviene del sector agrícola. Uno de los desafíos más grandes para la región es el alto grado de primarización de las economías. 

#### Agricultura
El impacto del cambio climático en los países de América Latina es significativo debido a su dependencia de la agricultura y los recursos naturales, por su poca capacidad adaptativa en diversos segmentos de la población, así como la ubicación geográfica de algunos países.
Se espera que la producción agropecuaria en la región del sudeste de América del Sur se sostenga o incremente hasta mediados del siglo. En la región central de Chile y el centro oeste de Argentina no se afectaría la seguridad alimentaria, mientras que en el noreste de Brasil, parte de la Región Andina y Centroamérica, la seguridad alimentaria podría verse afectada debido a la disminución del rendimiento de los cultivos y las economías locales. Distintos modelos muestran que habrá una reducción en el rendimiento en los principales cultivos de granos en América Latina y partes del Caribe. Esto no solamente afectará a la economía sino que también pondrá en riesgo la seguridad alimentaria de estos países.
Por otro lado, se esperan desplazamientos en altitud y latitud de las zonas para el cultivo y el aumento de enfermedades, lo cual perjudicaría a los sectores más pobres de la región. Esta situación, podría verse agravada con el retroceso de los glaciares, reducción de la precipitación y el aumento en la evapotranspiración, desencadenando a su vez una mayor vulnerabilidad en abastecimiento de agua en las zonas semiáridas y los Andes tropicales para la producción de alimentos y demás usos.
La deforestación, debido a la expansión de las actividades agropecuarias, ha agravado el  proceso de degradación del suelo, la  pérdida de biodiversidad  y el aumento de la vulnerabilidad de las comunidades expuestas a inundaciones, deslizamientos de tierra y sequías. El alto grado de desertificación ya existente en América Latina constituye un riesgo para la seguridad alimentaria en la región. El Informe especial sobre el cambio climático y la tierra advierte una disminución del 8% al 14% del producto agrícola como efecto de la desertificación.
La agricultura es una de las principales causas de deforestación a nivel mundial. La producción de carne de res ocupa cerca del 80% de las tierras arables, ya sea directamente en pastos, o indirectamente en cultivos, como la soja destinada a alimentar el ganado. América Latina y el Caribe participan significativamente en esta dinámica, con el consumo de carne de res per cápita más alto del mundo, siendo además una región importante en la exportación de alimentos. Se estima que el 15% de las emisiones de gases de efecto invernadero (GEI) del sistema alimentario en América Latina y el Caribe corresponden a exportaciones hacia el resto del mundo. Adicionalmente, el 21% de las tierras destinadas a la agricultura y ganadería y el 19% de las emisiones por deforestación en la región están relacionadas con estas exportaciones.

## Desafíos de la mitigación del cambio climático en América Latina y el Caribe
Los países de América Latina y el Caribe (ALC) se han comprometido a reducir significativamente las emisiones de gases de efecto invernadero (GEI) para 2030 y alcanzar la neutralidad de carbono para 2050. Este nivel de ambición climática contrasta con la alta dependencia económica de la región en los combustibles fósiles y las crecientes emisiones debido a la deforestación.
Dado los elevados costos de transición, la región necesita desarrollar planes financieros que podrían incluir la implementación de mecanismos de fijación de precios del carbono y la adopción de reglas fiscales verdes. La fijación de precios del carbono, como los impuestos sobre el carbono y los sistemas de comercio de emisiones, puede incentivar la reducción de emisiones al hacer que los contaminadores paguen por el impacto ambiental de sus actividades. Además, la adopción de reglas fiscales verdes puede redirigir el gasto público hacia inversiones sostenibles, promoviendo la eficiencia energética, el desarrollo de energías renovables y la protección de los ecosistemas. Estos planes financieros no solo buscan mitigar el cambio climático, sino también generar beneficios socioeconómicos, como la creación de empleos verdes y la mejora de la calidad de vida en la región.

### Precio del carbono

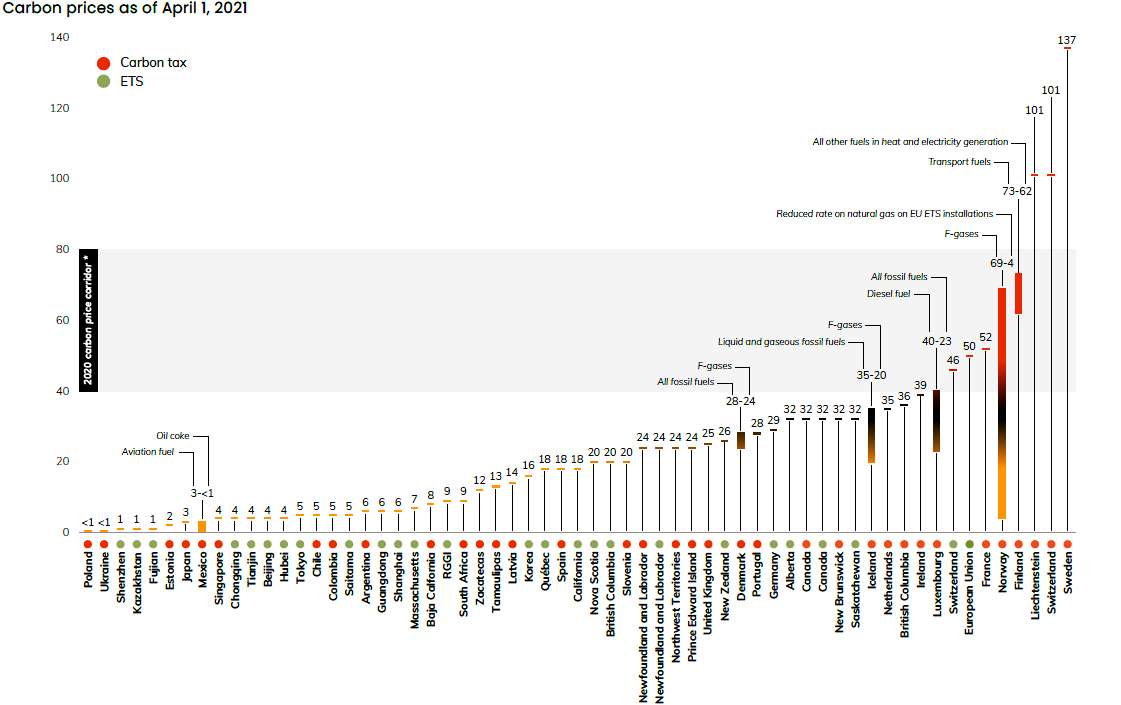
Comparación del nivel de precios de los impuestos sobre el carbono y los sistemas de comercio de derechos de emisión en diferentes países y regiones del mundo.

El precio del carbono se refiere a la implementación de mecanismos que hacen que los emisores de gases de efecto invernadero (GEI) paguen por el impacto ambiental de sus emisiones. Este enfoque está ganando impulso entre países y empresas como una estrategia para reducir las emisiones y fomentar inversiones en opciones más limpias.
En América Latina y el Caribe, casi todos los países se han comprometido a alcanzar la neutralidad de emisiones de carbono al 2050 o han declarado que están trabajando hacia ese objetivo. Para lograrlo, es necesario implementar diversas acciones:
1. Eliminación de la generación de electricidad basada en combustibles fósiles: Esto implica una transición hacia fuentes de energía libres de carbono, como la eólica, solar, hidráulica y geotérmica.
2. Electrificación del transporte y la industria: Utilizar electricidad en lugar de combustibles fósiles en sectores como el transporte, la industria, la cocina y la calefacción.
3. Fomento del transporte sostenible: Reducir el uso del transporte privado y aumentar el uso del transporte público, caminar, andar en bicicleta y fomentar el teletrabajo.
4. Mejora de las prácticas agrícolas: Promover prácticas como la agroforestería, los sistemas silvopastoriles y la reducción del uso de fertilizantes.
5. Conservación de ecosistemas: Detener y revertir la deforestación y el deterioro de los ecosistemas.

## Financiamiento y desarrollo sostenible

### Desafíos del financiamiento climático
América Latina y el Caribe enfrentan el desafío de abordar el cambio climático mientras avanzan en otros objetivos de desarrollo sostenible. La acción climática no consiste únicamente en un gasto adicional, sino en una reorientación masiva de los flujos financieros existentes. Fuentes específicas como los impuestos verdes y los bonos sostenibles pueden financiar parte del esfuerzo. Es crucial que los gobiernos reformen las políticas y regulaciones en todos los sectores para redirigir el gasto público, privado y la inversión extranjera hacia soluciones consistentes con los objetivos climáticos. Estrategias climáticas comprensivas pueden ayudar a identificar las transformaciones necesarias en todos los sectores para avanzar hacia una economía resiliente y carbono-neutral en la región para 2050.

### El papel de los bancos de desarrollo
Los bancos de desarrollo tienen la capacidad de financiar una parte del gasto necesario y apoyar el diseño e implementación de reformas que permitan redirigir los flujos financieros existentes. Aunque el financiamiento actual de los bancos de desarrollo es limitado en comparación con las necesidades, su contribución puede ser significativa. El Banco Mundial, el Banco Interamericano de Desarrollo (BID) y la Corporación Andina de Fomento (CAF) otorgan créditos de entre US$40 y US$45 mil millones anuales en la región. Sin embargo, se estima que los requerimientos para construir una infraestructura económica y social podrían alcanzar entre US$340 mil y US$1,100 mil millones en 2030.
Los bancos de desarrollo pueden tener un impacto significativo al proporcionar apoyo técnico y financiero para el diseño de estrategias climáticas, financieras y de reformas regulatorias e institucionales. Estas iniciativas ayudan a redirigir los flujos financieros, tanto domésticos como internacionales, públicos y privados, para alinearlos con los objetivos de cambio climático y sostenibilidad. En 2019, el financiamiento de los bancos multilaterales de desarrollo en América Latina y el Caribe fue de US$40–45 mil millones anuales, incluyendo US$14 mil millones del Grupo Banco Mundial, US$16 mil millones del Banco Interamericano de Desarrollo y US$13 mil millones de la Corporación Andina de Fomento. En el caso del BID y el Banco Mundial, alrededor del 30% de este financiamiento está asociado al cambio climático.
Se estima que el financiamiento climático internacional para América Latina y el Caribe alcanzó US$35 mil millones anuales en promedio entre 2019 y 2020. Estos fondos bilaterales o multilaterales permitieron canalizar mayores recursos a diversos proyectos, movilizando recursos adicionales por cada dólar financiado. Por ejemplo, por cada US$1 de financiamiento del BID se movilizaron US$2.6 adicionales.

### Aporte de los países desarrollados
La Organización para la Cooperación y el Desarrollo Económicos (OCDE) estima que el financiamiento climático de países desarrollados hacia la región alcanzó US$12.4 mil millones en 2019. Estas estimaciones incluyen los montos prestados por los bancos multilaterales según la participación de los países donantes en el capital de estos bancos, contribuyendo a la promesa de destinar US$100 mil millones anuales para la lucha contra el cambio climático en países en desarrollo.
Los bancos de desarrollo pueden desempeñar un papel crucial al asegurar que su propio financiamiento esté alineado con los objetivos climáticos y fomentar la creación e intercambio de conocimiento. Un paso transformador sería utilizar la palanca del financiamiento para ayudar a los gobiernos a diseñar e implementar estrategias climáticas comprensivas y apoyar las reformas necesarias para garantizar que las finanzas públicas y privadas, tanto domésticas como extranjeras, estén alineadas con los objetivos climáticos.

### Inversión en infraestructura
La inversión en infraestructura en América Latina y el Caribe ha sido insuficiente para proveer servicios básicos de calidad a la población.Entre 2008 y 2018, la inversión en infraestructura representó el 2.8% del PIB anual en promedio, aproximadamente US$125 mil millones por año, con el 2.3% proveniente de inversión pública y el 0.5% de inversión privada. Este nivel de inversión es inferior al de otras regiones del mundo.
Para cumplir con los objetivos de desarrollo sostenible, incluyendo objetivos de resiliencia y descarbonización, se estima que la región necesita invertir alrededor del 5% del PIB, lo que equivale a aproximadamente US$279 mil millones anuales en 2019. Estas estimaciones varían debido a diferentes trayectorias de crecimiento y demográficas, tecnologías, políticas públicas y soluciones basadas en la naturaleza.

### Reorientación de flujos financieros
Un desafío clave es reorientar los flujos financieros existentes para alinearlos con los objetivos de desarrollo sostenible, incluyendo una transición justa a una economía de cero emisiones netas y resiliente. Se estima que el gasto anual en infraestructura y capital social necesario en América Latina y el Caribe para 2030 será de entre US$472 mil y US$1,281 mil millones (7%-19% del PIB), lo que permitiría a la región enfrentar los desafíos del cambio climático y encaminarla hacia un crecimiento sostenible e inclusivo.Los flujos financieros actuales en la región son insuficientes para cumplir con los objetivos climáticos. Tanto los flujos financieros públicos como privados deben aumentar y reorientarse para apoyar una economía resiliente y con cero emisiones netas.

### Enverdecer el gasto público
Para asegurar que la inversión pública sea consistente con los objetivos climáticos, se necesitan varias reformas regulatorias e institucionales. El manejo del impacto de los desastres naturales es esencial para una política de adaptación, ya que estos han triplicado su frecuencia y costos en la región, pasando de US$7,400 a US $103 mil millones entre 1970 y 2010

### Financiamiento verde internacional
El financiamiento internacional actual es insuficiente para cerrar las brechas de gasto climático y realizar las transformaciones estructurales necesarias en las economías de la región. El financiamiento de bancos multilaterales de desarrollo en América Latina y el Caribe es de US$40-45 mil millones anuales en 2019.

## Impactos del cambio climático en el desarrollo de América Latina
El cambio climático presenta una barrera significativa para el desarrollo en América Latina y el Caribe, afectando la economía, la sociedad y el medio ambiente. Sus efectos perjudican diversos sectores, incluyendo la agricultura, la industria, la infraestructura, la salud, la productividad laboral, la pobreza, la desigualdad, la migración, los conflictos sociales, la biodiversidad y los ecosistemas.
Un aumento de las temperaturas puede reducir la producción económica entre un 1% y un 4% del PIB por cada grado centígrado adicional, afectando más severamente a las regiones cálidas y los países en desarrollo. Estos impactos no siempre se reflejan en las variaciones anuales de temperatura, ya que pueden ser más pronunciados a nivel regional o local.
El cambio climático también afecta los costos de la economía. Por ejemplo, las inundaciones costeras podrían generar pérdidas anuales de 1.000 millones de dólares en las grandes ciudades costeras para 2050. En América Latina y el Caribe, los desastres naturales y eventos climáticos extremos causaron daños por 102.700 millones de dólares entre 2010 y 2019.
En el ámbito social, los países y hogares más pobres son más vulnerables a los efectos del cambio climático, enfrentando mayores dificultades ante desastres naturales, enfermedades y precios más altos de los alimentos. Se proyecta que las olas de calor podrían destruir 2,5 millones de empleos en 2030, especialmente afectando a los trabajadores informales. Además, el cambio climático podría empujar a entre 30 y 130 millones de personas a la pobreza extrema para 2030.
El cambio climático también puede intensificar la migración debido a la disminución de rendimientos agrícolas y disponibilidad de agua, afectando a 17 millones de personas en la región.

## Cambio climático por país de América Latina
- Cambio climático en Argentina
- Cambio climático en Brasil
- Cambio climático en Chile
- Cambio climático en Paraguay
- Cambio climático en Perú
- Cambio climático en Uruguay
- Cambio climático en Surinam
- Cambio climático en México
- Cambio climático en Guatemala
- Cambio climático en El Salvador
- Cambio climático en Honduras